# Toshihiro Yoshimura
Toshihiro Yoshimura (jap. 吉村 寿洋 Yoshimura Toshihiro; ur. 28 czerwca 1971) – japoński piłkarz występujący na pozycji obrońcy.

## Kariera klubowa
Od 1990 do 2001 roku występował w klubach Júbilo Iwata, Vissel Kobe i Oita Trinita.